# Out & Equal
Out & Equal Workplace Advocates (comúnmente conocida como Out & Equal) es una organización sin ánimo de lucro estadounidense  dedicada a fomentar la igualdad en el trabajo para el colectivo LGBT con sede en Oakland, California.
Out & Equal describe su propósito como "Lograr la igualdad en el trabajo para todos, independientemente de su orientación sexual, identidad de género, expresión o características". Out & Equal brinda formación y recursos a empleados LGBT y a empresas por igual a través de actividades de promoción, programas de capacitación y eventos. Está dirigido por Erin Uritus, una directora ejecutiva abiertamente bi+.
Out & Equal logró el estatus 501(c)(3) (para estar exenta del pago de impuestos) en 2004.

## Misión y propósito
Out & Equal es "la organización mundial, líder de opinión y catalizadora que trabaja activamente para conseguir lugares de trabajo igualitarios y solidarios, apoyando a los empleados y líderes LGBT+ para que prosperen en sus carreras profesionales y en sus vidas, y consigan un mayor impacto en el mundo".
Su visión es conseguir "Lugares de trabajo globales donde todas las personas sean iguales, sientan que pertenecen y prosperen".

## Historia
La fundadora de Out & Equal, Selisse Berry, fue contratada en diciembre de 1996 por United Way of the Bay Area como directora del programa de formación Building Bridges. El programa Building Bridges creó programas con otras organizaciones LGBT en el Área de la Bahía. Berry dirigió el programa y formó coaliciones como plantilla de una sola persona que trabajaba en el Pacific Center en Berkeley, California, y en septiembre de 1997 se mudó a las oficinas de United Way Bay Area (UWBA) en San Francisco.
Para 1998, tres organizaciones LGBT que trabajaban sobre los lugares de trabajo se fusionaron en un esfuerzo por tener una colaboración más eficiente en su misión común de crear lugares de trabajo seguros y afirmativos para las personas LGBT, llamado the Pride Collaborative. Entre las organizaciones que se fusionaron cabe mencionar a Building Bridges, A Group of Groups (AGOG) y Progress.
En 1999, The Pride Collaborative se fusionó con COLLEAGUES, una organización de ámbito nacional que patrocinaba la Conferencia anual Out & Equal, dirigida a profesionales de recursos humanos y a empleados LGBT, para formar Out & Equal Workplace Advocates. Así nació la estructura organizativa actual. Ese mismo año, el Progress's Leadership Summit y la Conferencia Out & Equal de COLLEAGUES combinaron sus recursos para organizar la Cumbre anual Out & Equal Workplace, que es uno de los programas clave de la organización.
En enero de 2004, después de años de recibir el apoyo de United Way of the Bay Area, la organización Out & Equal Workplace Advocates se convirtió en una organización independiente. Hasta diciembre de 2019, Out & Equal tenía su sede en el histórico edificio City Club del distrito financiero de San Francisco, desde donde se trasladó a Oakland. En 2015, Out & Equal abrió una delegación en Washington D. C., que comenzó a expandir en su presencia en ambas costas.
En 2018, la fundadora y directora ejecutiva Selisse Berry fue reemplazada por Erin Uritus, que había sido miembro de la junta directiva de Out & Equal de 2005 a 2007. Uritus lideró un reposicionamiento integral del plan estratégico de Out & Equal; un nuevo modelo de patrocinio y prestación de servicios; la expansión y diversificación de su principal evento; el lanzamiento de nuevos servicios y programas como el Digital Global Hub, Southern Forum; la expansión de programas globales en India, China y Brasil; y el lanzamiento de una nueva marca organizacional.

## Programas

### Conferencia sobre el lugar de trabajo

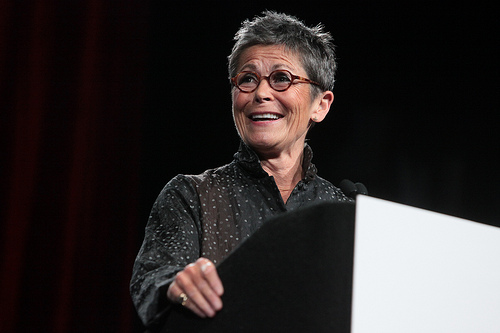
Kate Clinton presenta The Outies

Out & Equal celebra anualmente un evento anual llamado Out & Equal Workplace Summit en lugares rotativos de los Estados Unidos. El Workplace Summit es un punto de encuentro anual de miles de empleados LGBT, profesionales de recursos humanos y representantes de organizaciones con objetivos de formación y networking. Es la conferencia más grande del mundo sobre temas LGBTQ. En 2019 tuvo más de 6.000. El Workplace Summit incluye una ceremonia de entrega de premios destinada a reconocer a los líderes en la igualdad laboral LGBT llamada The Outies.
El Out & Equal's Workplace Summit tiene el reconocimiento de formación suficiente para la capacitación federal de conformidad con la legislación estadounidense. Tal como lo manifestó el director de Recursos Humanos, John Berry el 6 de agosto de 2010, la cumbre Out & Equal Workplace Summit está abierta a todos los empleados.

### Eventos globales LGBTQ+
En 2012, Out & Equal celebró su primera cumbre internacional en Londres. Este evento dinámico reunió a personas de todo el mundo para tratar sobre formas de construir una mayor igualdad en el lugar de trabajo para las personas LGBT y personas aliadas. Los asistentes sometieron a debate la puesta en común de mejores prácticas, como interactuar con colegas de todo el mundo y como fortalecer la diversidad de los lugares de trabajo globales. La campeona de tenis Martina Navratilova, el presidente de IBM Europa, Harry van Dorenmalen, y el consultor organizacional John Amaechi estuvieron entre los oradores de esa Cumbre Global LGBT Workplace. La conferencia contó con 24 talleres que cubrieron una amplia gama de temas centrados en cuestiones laborales que afectan al colectivo LGBT en todo el mundo.
Out & Equal también organiza eventos en Brasil, India y China.

### Foro Ejecutivo
El Foro Ejecutivo es una reunión anual de directivos en una conferencia de varios días para "aprender unos de otros y compartir las mejores prácticas". El primer Foro Ejecutivo se llevó a cabo en 2008 en San Francisco, pero se ha llevado a cabo en estados de todo Estados Unidos.

### Momentum Gala
La Momentum Gala es la celebración anual y cena de gala de Out & Equal que se lleva a cabo en San Francisco y reconoce a destacados activistas del movimiento LGBT, organizaciones dedicadas a la diversidad y la inclusión en los lugares de trabajo, y cuenta con artistas LGBT y oradores inspiradores.

### Formación
Out & Equal ofrece formación sobre diversidad, recursos educativos y servicios de consultoría a la dirección de las empresas, a los profesionales de recursos humanos, a grupos de empleados y a empleados individualmente considerados para promover la igualdad LGBT en el lugar de trabajo. Los programas de formación Out & Equal incluyen "Formar al formador", "Construyendo puentes", "Formación en diversidad LGBT" y "Transgénero intensivo".
La serie Out & Equal Town Call presenta conferencias telefónicas mensuales con oradores invitados que discuten temas laborales LGBT. Cada llamada tiene una presentación seguida de una sesión de preguntas y respuestas en una hora de tiempo. Town Calls es un recurso gratuito y está diseñado para adaptarse a un día laboral normal.

## Políticas en el lugar de trabajo

### Título VII de la Ley de Derechos Civiles
Out & Equal movilizó a cientos de empresas para que se unieran a un informe amicus curiae ante la Corte Suprema en apoyo de la proposición de que no se debe permitir que las empresas discriminen por motivos de orientación sexual o identidad de género.

### ENDA
Como organización de defensa de la igualdad en el lugar de trabajo, Out & Equal ha apoyado públicamente la aprobación de la Ley de No Discriminación en el Empleo (Employment Non-Discricimation Act, ENDA por su denominación en inglés). Out & Equal ha realizado declaraciones públicas instando a los electores a comunicarse con sus Representantes en la Cámara de Representantes de los Estados Unidos para que aprobaran la ENDA. Durante los Desfiles del Orgullo de San Francisco, Out & Equal proporcionó carteles a los participantes del desfile mostrando su apoyo a ENDA.

### DADT
Al considerar a las fuerzas armadas como un lugar de trabajo, Out & Equal Workplace Advocates tomó una postura pionera en contra de las políticas Don't Ask, Don't Tell. En febrero de 2008, Selisse Berry escribió una carta abierta al Congreso y a Nancy Pelosi en la que decía: "Creemos que en estos tiempos de crisis internacional (y en todo momento), las fuerzas armadas tienen el deber de reclutar y retener a las personas más cualificadas, fomentar el genuino trabajo en equipo y dar el ejemplo de que TODOS los ciudadanos estadounidenses importan. Creemos que el Congreso tiene la obligación moral de derogar las políticas que han impedido que las fuerzas armadas logren estos objetivos".

### Igualdad en el matrimonio
Antes del fallo de la Corte Suprema de los EE:UU. de 2015 en Obergefell v. Hodges de que las prohibiciones a nivel estatal sobre el matrimonio entre personas del mismo sexo son inconstitucionales, Out & Equal Workplace Advocates fue una de las 379 organizaciones de empleadores que firmaron un escrito amicus curiae  que instaba al Tribunal Supremo a considerar las cargas impuestas tanto a los empleadores como a los empleados por la existencia de un marco legal fracturado sin normas uniformes sobre el matrimonio entre personas del mismo sexo.
El "Documento justificando las razones para el matrimonio igualitario" de Out & Equal se escribió en 2010 y sigue siendo un elemento clave dentro del trabajo global de la organización.

### Inmigración
A la luz de la protesta nacional por la reforma migratoria, Out & Equal se unió a una coalición de organizaciones LGBT en los Estados Unidos en una declaración pública para apoyar la Ley de Unidad de Familias Estadounidenses (UAFA, por sus siglas en inglés) que protege los derechos de las parejas del mismo sexo durante el proceso de inmigración a los Estados Unidos. En asociación con organizaciones como The Council for Global Equality y Human Rights Watch, Out & Equal declaró públicamente que, "Se estima que 17.000 niños pequeños están siendo criados por padres LGBT en familias de dos nacionalidades y esos niños se enfrentan a la posibilidad muy real de perder a uno de sus padres, o de dejar el único país al que han llamado hogar".

### Otras cuestiones
En respuesta a la reacción del público a la gran donación política de Target Corporation al político republicano antigay Tom Emmer, Target Corporation apeló públicamente al patrocinio financiero que habían realizado de forma continuada al Out & Equal’s Workplace Summit. El CEO de Target, Gregg Steinhafel, enfatizó la relación de Target con Out & Equal para demostrar el compromiso de la compañía con la igualdad LGBT en el lugar de trabajo.
La Universidad de Stanford enumera a Out & Equal como la organización líder a la que los graduados LGBT pueden acudir en busca de asesoramiento sobre búsqueda de empleo.
En 2010, Out & Equal lanzó una serie de editoriales llamada "Communities in common (Comunidades en común)"  escritas por diversos miembros de la comunidad LGBT para reconocer y celebrar los roles de otras comunidades dentro de la lucha por la igualdad.

## Premios y reconocimientos
El 8 de octubre de 2010, la  Gay, Lesbian & Straight Education Network (GLSEN) reconoció a Out & Equal por su destacado liderazgo en los derechos LGBT en los premios GLSEN Respect Awards en Los Ángeles, California.
En 2016, Selisse Berry, fundadora de Out & Equal, recibió el Premio del Bonham Centre del Mark S. Bonham Center para Estudios de Diversidad Sexual de la Universidad de Toronto, por sus contribuciones al avance y la educación sobre cuestiones relacionadas con la identificación sexual.

## Organizaciones relacionadas
Out & Equal tiene asociaciones con varias organizaciones que promueven la igualdad del colectivo LGBT en el lugar de trabajo. Entre estas, cabe mencionar GLAAD, la Gay, Lesbian & Straight Education Network, la International Gay & Lesbian Chamber of Commerce, Human Rights Campaign, Linkage, el National Center for Lesbian Rights, la National Gay & Lesbian Task Force, Out for Work, PFLG, el Council for Global Equality, United ENDA, ENDA Now, NCTE, Immigration Equality y ReachOutUSA.
Out & Equal también se asocia con organizaciones de medios gay, tales como Diversity Inc.

## Publicaciones
En 2013, Out & Equal publicó su segundo libro, Out & Equal at Work: From Closet to Corner Office. Es una antología de narrativas personales de ejecutivos LGBT y líderes aliados directos que han dado paso a políticas que afirman y apoyan a la comunidad LGBT en sus lugares de trabajo.